# Kazimierz Laskowski
Kazimierz Laskowski (* 7. November 1899 in Troizk, Russisches Kaiserreich; † 20. Oktober 1961 in Warschau) war ein polnischer Säbelfechter.

## Leben
Kazimierz Laskowski gehörte bei den Olympischen Spielen 1928 in Amsterdam zur polnischen Equipe, die die Finalrunde hinter Italien und Ungarn auf dem dritten Platz abschloss. Gemeinsam mit Aleksander Małecki, Tadeusz Friedrich, Adam Papée, Władysław Segda und Jerzy Zabielski erhielt er somit die Bronzemedaille. Dreimal wurde er polnischer Meister. Neben dem Fechten war er national auch als Boxer aktiv und erfolgreich.
Laskowski war Offizier in der polnischen Armee und kämpfte im Ersten und Zweiten Weltkrieg. In letzterem geriet er bis Kriegsende in Kriegsgefangenschaft.